# Winograd (rejon horodeński)
Winograd (ukr. Виноград) – wieś w rejonie horodeńskim obwodu iwanofrankiwskiego. 
W II Rzeczypospolitej miejscowość była siedzibą gminy wiejskiej Winograd w powiecie kołomyjskim województwa stanisławowskiego. W 1944 nacjonaliści ukraińscy z OUN-UPA zamordowali tutaj 21 Polaków. 
Wieś liczy 1093 mieszkańców.